# 下萨卢姆
下薩盧姆（英語：Lower Saloum）是西非國家甘比亞中河區轄下的10個縣之一。根據甘比亞官方於2013年人口普查結果顯示，居住於下薩盧姆的總人口數為15881人。